# Benjamin Collins Brodie

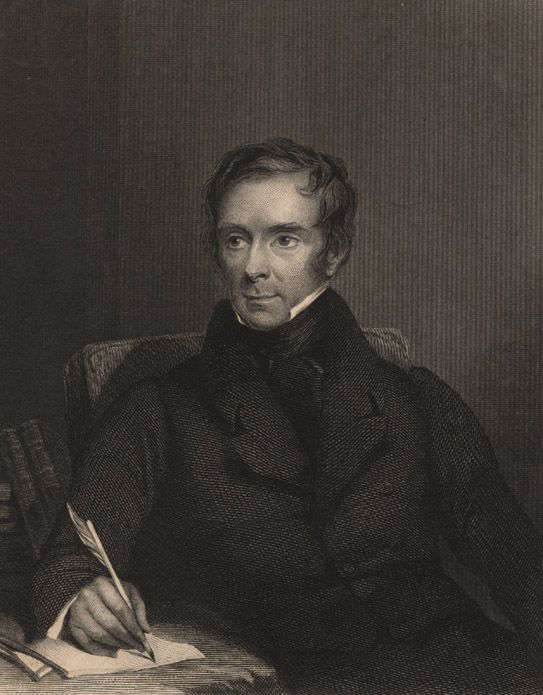
Benjamin Collins Brodie

Sir Benjamin Collins Brodie, 1. Baronet (* 8. Juni 1783 in Winterslow/Wiltshire; † 21. Oktober 1862 in Broome Park/Surrey) war ein britischer Chirurg und Pathologischer Anatom.

## Leben und Wirken
Nachdem Benjamin C. Brodie 1801 nach London gezogen war, um das Fach Anatomie zu erlernen, begann er seine medizinischen Studien am dortigen St. George’s Hospital, wo er unter anderem Schüler von William Hunter war. Anschließend (1808) war er dort als Chirurg und Dozent tätig. Brodie war ab 1805 Mitglied, ab 1858 Präsident des Royal College of Surgeons of England. 1819 wurde er Professor für vergleichende Anatomie in London. Am 18. Februar 1810 wurde Brodie als Mitglied in die Royal Society aufgenommen. Ab 1828 war er Leibchirurg des Königs. Am 30. August 1834 wurde ihm der erbliche Adelstitel Baronet, of Boxford in the County of Suffolk, verliehen. 1844 wurde er in die Académie des sciences und 1855 in die American Academy of Arts and Sciences gewählt.
Brodie war eine zentrale Figur des medizinischen Establishments seiner Zeit. Für die Chirurgie waren vor allem seine Arbeiten zu Gelenkerkrankungen (1818) von großem Einfluss. Im Jahr 1836 beschrieb Brodie ein von Carl Caspar von Siebold als „Hinken“ bezeichnetes Krankheitsbild erstmals als Gelenkneuralgie. Im Jahr 1850 erschien die fünfte Auflage seiner Schrift Pathological and Surgical Observations on the Diseases of the Joints mit der ersten klinischen Beschreibung des typischen Krankheitsbildes der Spondylitis ankylosans (Kapitel 12, Abschnitt 4, S. 353 ff.).
Nach Brodie ist der Brodie-Abszess und der Brodie-Tumor benannt.
Er starb 1862 an den Folgen eines Tumors im Bereich der Schulter. Sein Sohn Benjamin Collins Brodie jr., der als Professor für Chemie an der Universität Oxford lehrte, erbte seinen Adelstitel.

## Schriften (Auswahl)
- Diseases of the Joints. 1818.
- Lectures illustrative of various subjects in pathology and surgery. London 1846.
- Pathological and Surgical Observations on the Diseases of the Joints. 5., veränderte und ergänzte Auflage. Longmans, London 1850.
  - Deutsche Übersetzung: Abhandlung über die Krankheiten der Gelenke. Übersetzt von G. A. Soer, Koblenz 1853.